# Winnie Sorgdrager
Winnifred (Winnie) Sorgdrager (Den Haag, 6 april 1948) is een voormalige Nederlands politica voor D66, juriste en ambtenaar. Ze was minister van Justitie van 22 augustus 1994 tot 3 augustus 1998 in het Kabinet-Kok I. Ze was lid van de Eerste Kamer van 8 juni 1999 tot 1 oktober 1999 en was lid van de Raad van State van 1 januari 2006 tot 1 mei 2018. Op 22 juni 2018 werd ze benoemd tot minister van staat.

## Biografie
Na het gymnasium gevolgd te hebben in Arnhem van 1960 tot 1966, begon Sorgdrager een studie aan het conservatorium, die zij echter niet afrondde. Vervolgens studeerde zij geneeskunde aan de Rijksuniversiteit Leiden, waarin zij haar propedeuse behaalde. Vanaf 1967 studeerde zij Nederlands recht aan de Rijksuniversiteit Groningen. Zij behaalde haar doctoraalexamen in 1971. Tot 1979 werkte Sorgdrager in diverse functies bij de Universiteit Twente. Daarna was zij tot 1986 officier van justitie bij de rechtbank van Almelo. Ze werd toen benoemd tot advocaat-generaal bij het gerechtshof in Arnhem. In 1991 volgde ze daar J.H.G. Boekraad op als procureur-generaal en in januari 1994 ging ze die functie bekleden in Den Haag. In de zomer van datzelfde jaar werd ze minister van Justitie.
Als minister van Justitie in het kabinet-Kok I ("Paars I") kreeg zij achtereenvolgens te maken met de uitkomsten van de IRT-enquête, de gouden handdruk voor oud-procureur-generaal Van Randwijck en de "opstand der PG's" onder leiding van Arthur Docters van Leeuwen. Aan het eind van de avondvergadering waarin de opstand bekend werd gemaakt, zei Sorgdrager nog tegen de pers: "Wat mij betreft is de gang van zaken absoluut normaal". Geconfronteerd met de bijverdiensten van haar hoogste ambtenaren, zei Sorgdrager in de Tweede Kamer: "De oren vielen mij van mijn hoofd". Als minister van Justitie moest ze zich ook internationaal verantwoorden voor het gevoerde drugsbeleid in Nederland, dat met name in Frankrijk op onbegrip stuitte en voor de euthanasiewetgeving. Juli 1997 kwam de minister onder vuur te liggen in verband met het niet aanmelden van nationale regelingen bij de Europese Unie, de zogenaamde Securitel-lijst.
Een ander pijnlijk moment voor Sorgdrager was het stuklopen van de vervolging van Desi Bouterse, voor zijn betrokkenheid bij internationale drugshandel. Haar partijgenoot Hans van Mierlo, op dat moment minister van Buitenlandse Zaken, besloot in 1997 in overleg met de Amerikaanse regering om Bouterse niet te laten arresteren in Brazilië. In 1999 werd de Surinaamse ex-legerleider bij verstek door het Haagse gerechtshof veroordeeld tot 11 jaar cel.
In 1998 stapte Sorgdrager uit de politiek. Ze werd voorgedragen voor de functie van Nationale ombudsman, maar zag daarvan af wegens het verzet in de Tweede Kamer. Ze was enkele maanden lid van de Eerste Kamer voor D66 en van 1999 tot 2006 voorzitter van de Raad voor Cultuur. Op 1 januari 2006 werd zij benoemd tot lid van de Raad van State. Deze functie bekleedde zij tot 1 mei 2018.
Sorgdrager heeft enkele nevenfuncties. Zij is lid van de Raad van Toezicht van de Universiteit Twente, van de Raad van Toezicht van het Leids Universitair Medisch Centrum. Ze is ook lid geweest van de Europese Commissie tegen Racisme en Intolerantie, en was bestuursvoorzitter van Asko❘Schönberg. In maart 2008 volgde zij Cees Fasseur op als voorzitter van het Multatuli-genootschap, in 2017 werd ze opgevolgd door Elsbeth Etty. Tevens is Sorgdrager lid van het Comité van Aanbeveling van de Juridische Faculteitsvereniging Groningen.
Samen met Paul Frissen voerde zij een onderzoek uit naar de integriteit van Jos van Rey, het milde rapport werd in 2012 gepresenteerd.
In december 2012 werd Sorgdrager benaderd door Marcel Wintels als voorzitter van de Onderzoeks- en adviescommissie antidopingaanpak, die werd ingesteld door de wielerbond KNWU en sportkoepel NOC*NSF. Die commissie deed een half jaar onderzoek.
Op 20 februari 2022 volgde Sorgdrager Roderick van de Mortel op als voorzitter van het Internationaal Vocalisten Concours 's-Hertogenbosch.
Sorgdrager is getrouwd met internist Frits Lekkerkerker. Samen hebben ze drie kinderen. Frits Lekkerkerker was vanaf 1991 tot medio 2007 voorzitter van het College ter Beoordeling van Geneesmiddelen.

## Onderscheidingen
- Officier in de Orde van Oranje-Nassau (30 oktober 1998)

## Publicaties
Sorgdrager heeft enkele publicaties op haar naam staan. Haar eerste roman (Ongeschreven wetten) werd uitgebracht onder het pseudoniem Victor ten Hove.
- Een experiment in het bos : de eerste jaren van de Technische Hogeschool Twente, 1961-1972 (1981) ISBN 90-14-03176-9
- Een verantwoordelijke minister : opstellen over justitie en politiek (1999) ISBN 90-5226-706-5
- De macht van het beeld : over de invloed van de media en de controle daarop (2001) ISBN 90-5625-110-4
- Zonde, zeden en strafrecht (2003) ISBN 90-445-0304-9
- Grenzen aan de kunst : de vrijheid van expressie in relatie tot andere grondrechten (2006) ISBN 90-71853-24-1
- Ongeschreven wetten (2006; als Victor ten Hove) ISBN 90-445-0475-4